# Península Wilsons

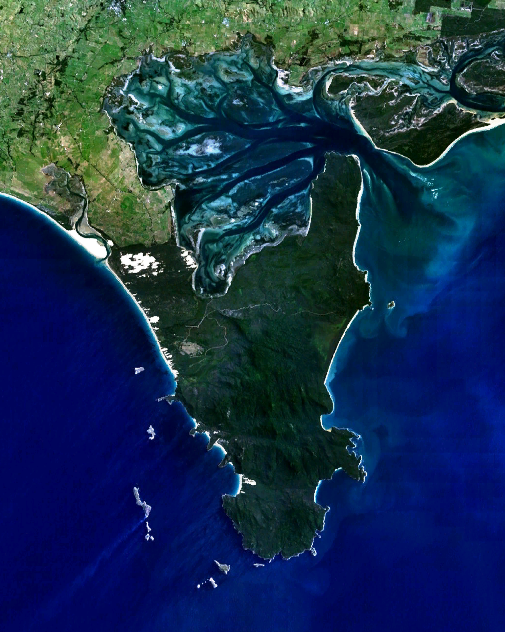
Imagem do Landsat 7 da Península Wilsons.

Península Wilsons é uma península que forma a parte mais ao sul do continente australiano e está localizada em 39° 02′ S, 146° 23′ L, em Victoria. South Point, em 39° 08′ 06″ S, 146° 22′ 32″ L, é a ponta mais ao sul da Península Wilsons e portanto do continente australiano. Situado próximo ao South East Point, (39° 07′ S, 146° 25′ L) está o Farol da Península Wilsons.